# Väsby (naturreservat)
Väsby är ett naturreservat i Katrineholms kommun i Södermanlands län. Området är naturskyddat sedan 1967 och är 14 hektar stort. Reservatet ligger på en smal landremsa mellan länsväg 214 och Öljarens strand och består av gammal betesmark med grova ekar, ädellövskog och sumpskog.

## Beskrivning
Naturreservatet har sitt namn efter Väsby gård som ligger ungefär 500 meter öster om reservatet. Marken är plan och lättströvad och huvudsakligen beväxt med stora ekar som är mellan 150 och 200 år gamla. På våren är Väsby ekhagen täckt av blåsippor, gullvivor och liljekonvaljer. Andra sorters blommor kan man njuta av hela sommaren och en bit in på hösten. Särskild intressanta är ekens vedsvampar som blekticka och ekticka. Den senare växer en bit upp på stammen och kan bli upp till 75 år gammal.

## Bilder

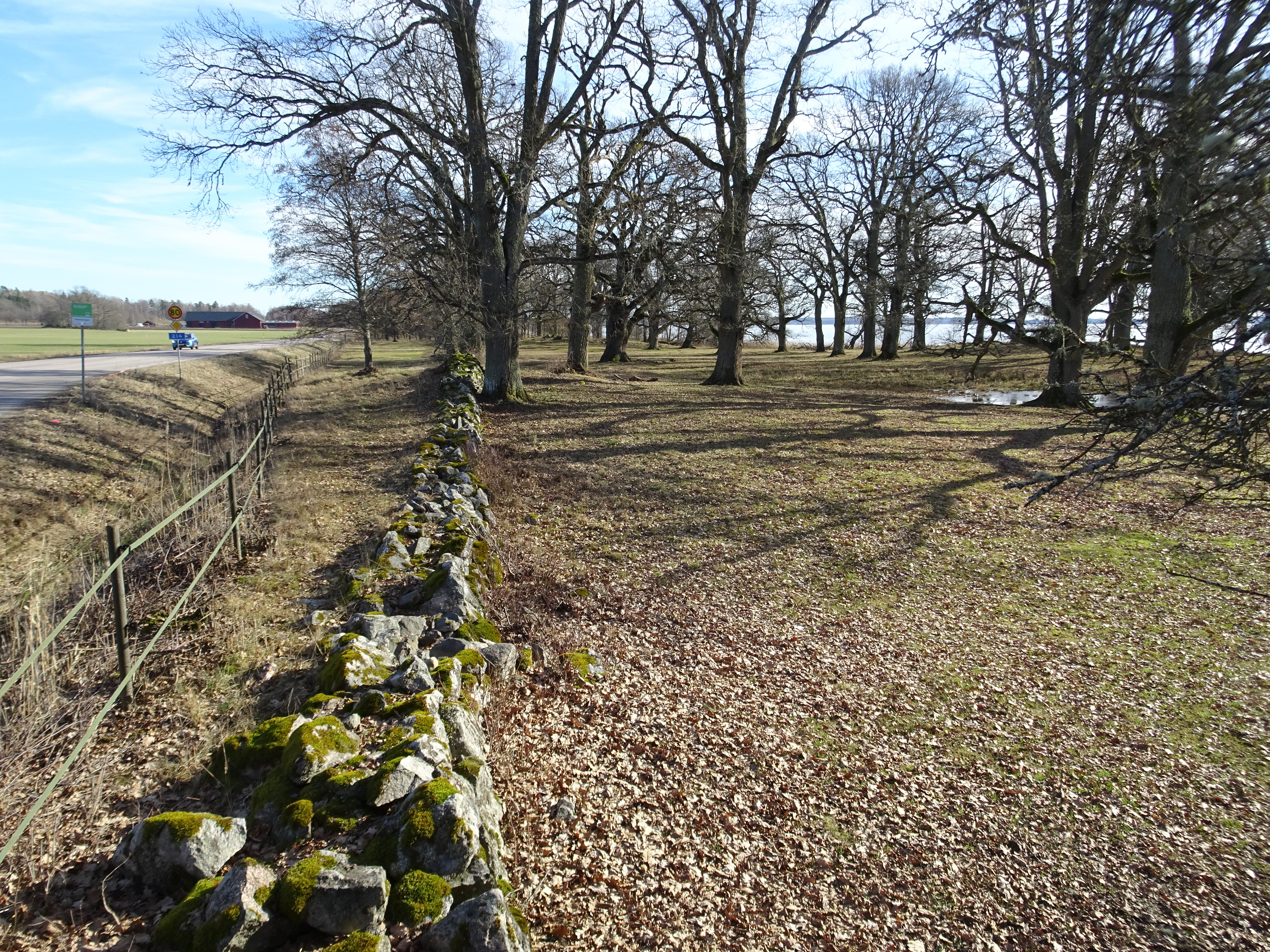
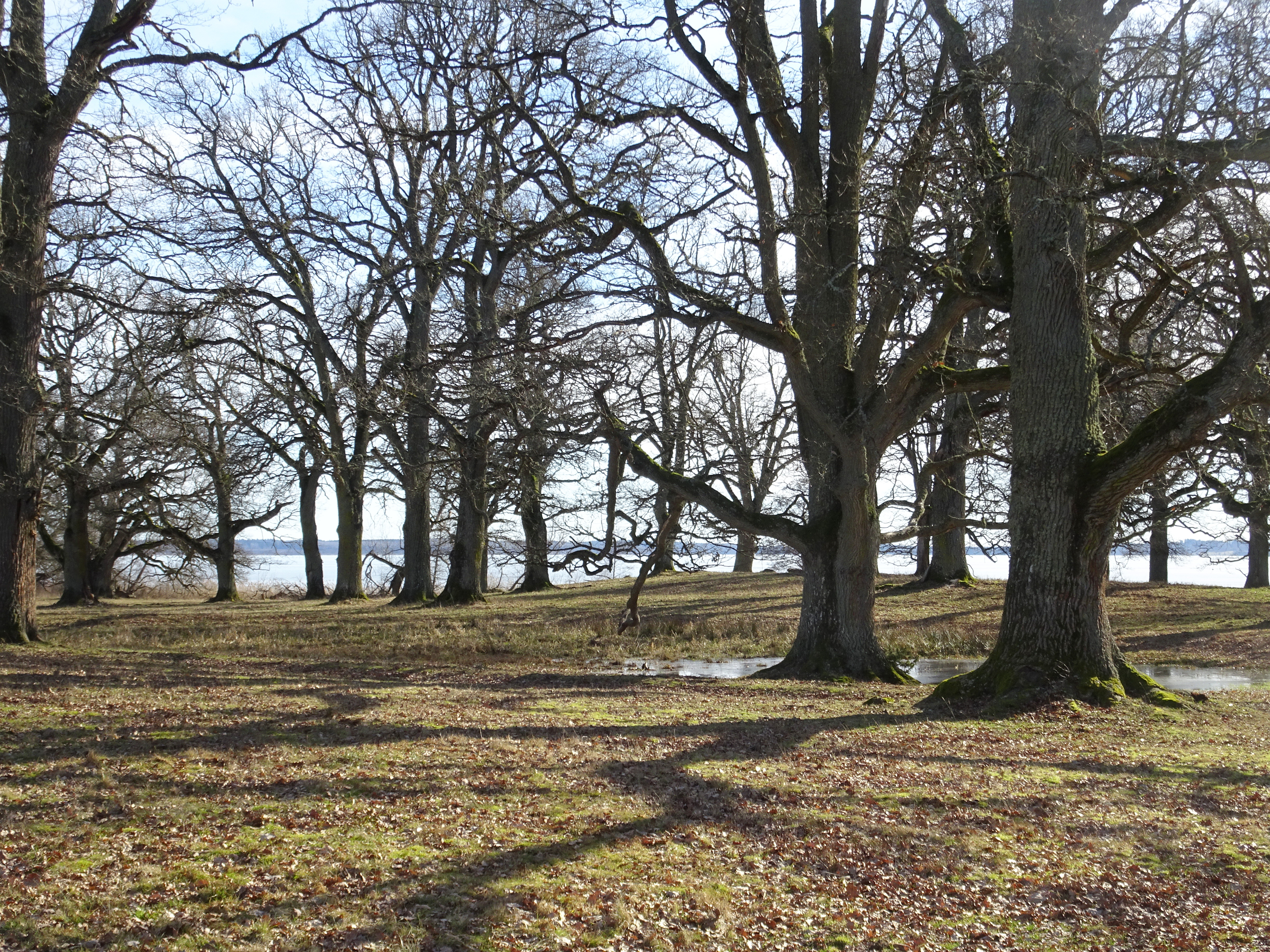
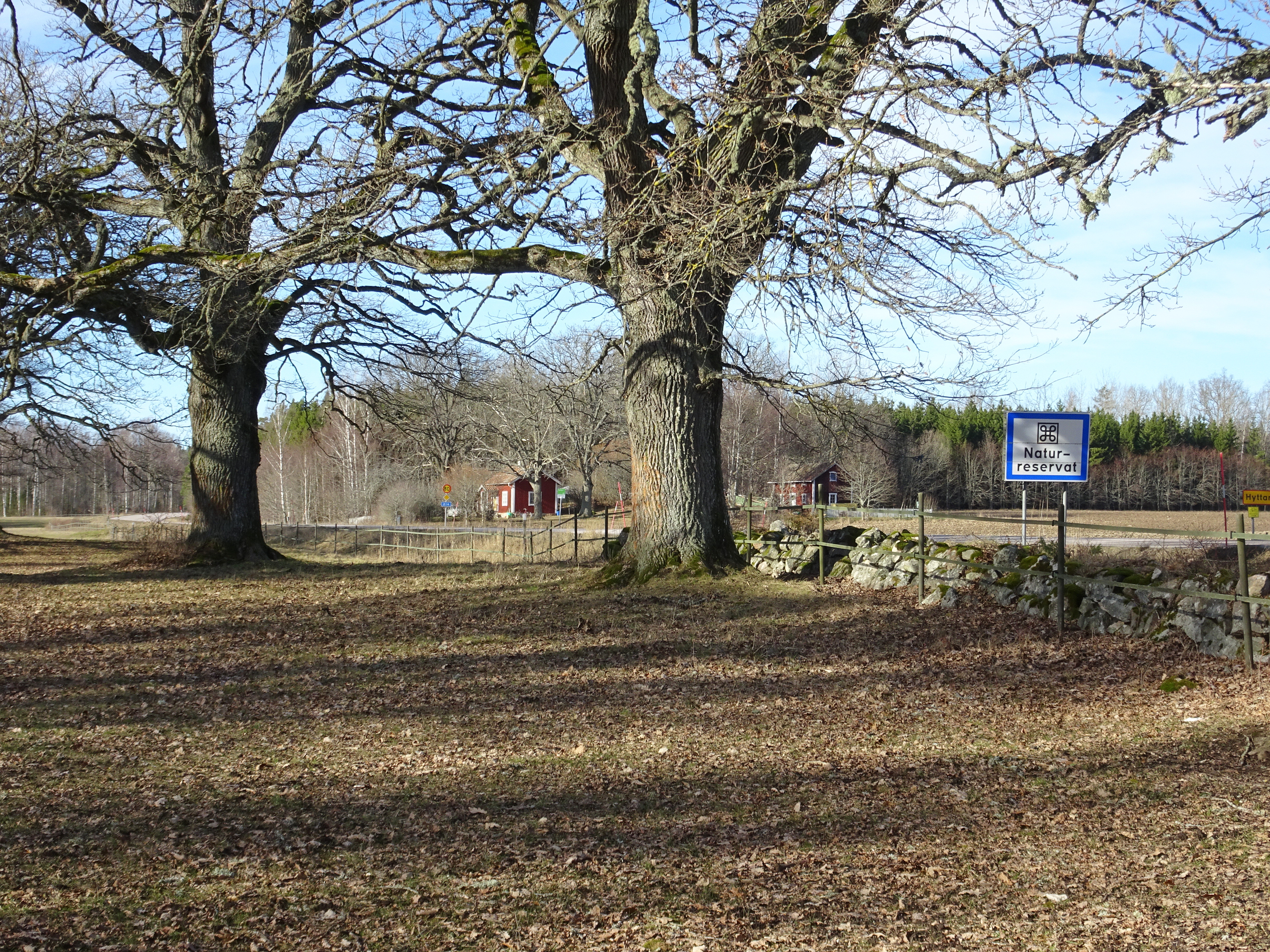